# Різкі Джуніансіях
Різкі Джуніансіях (нар. 17 червня 2003, Серанг, Бантен) — індонезійський важкоатлет, олімпійський чемпіон 2024 року.

## Результати
| Рік              | Місце                      | Вага             | Ривок            | Ривок            | Ривок            | Ривок            | Поштовх          | Поштовх          | Поштовх          | Поштовх          | Загалом          | Місце            |
| Рік              | Місце                      | Вага             | 1                | 2                | 3                | Місце            | 1                | 2                | 3                | Місце            | Загалом          | Місце            |
| Олімпійські ігри | Олімпійські ігри           | Олімпійські ігри | Олімпійські ігри | Олімпійські ігри | Олімпійські ігри | Олімпійські ігри | Олімпійські ігри | Олімпійські ігри | Олімпійські ігри | Олімпійські ігри | Олімпійські ігри | Олімпійські ігри |
| ---------------- | -------------------------- | ---------------- | ---------------- | ---------------- | ---------------- | ---------------- | ---------------- | ---------------- | ---------------- | ---------------- | ---------------- | ---------------- |
| 2024             | Париж, Франція             | до 73 кг         | 155              | 155              | 162              | Н/Д              | 191              | 199              | —                | Н/Д              | 354              | 1                |
| Чемпіонат світу  |                            |                  |                  |                  |                  |                  |                  |                  |                  |                  |                  |                  |
| 2022             | Богота, Колумбія           | до 73 кг         | 150              | 155              | 158              | 1                | 187              | 192              | 198              | 2                | 347              | 2                |
| 2023             | Ер-Ріяд, Саудівська Аравія | до 73 кг         | —                | —                | —                | —                | —                | —                | —                | —                | —                | —                |
| 2024             | Манама, Бахрейн            | до 73 кг         | 146              | 150              | 160              | 8                | 180              | 190              | 200              | 3                | 340              | 2                |
| Азійські ігри    |                            |                  |                  |                  |                  |                  |                  |                  |                  |                  |                  |                  |
| 2022             | Ханчжоу, Китай             | до 73 кг         | 151              | 154              | 156              | Н/Д              | 190              | 195              | 195              | Н/Д              | 351              | 2                |
| Чемпіонат Азії   |                            |                  |                  |                  |                  |                  |                  |                  |                  |                  |                  |                  |
| 2022             | Манама, Бахрейн            | до 73 кг         | 147              | 152              | 158              | 1                | 186              | 186              | 186              | —                | —                | —                |
| 2024             | Ташкент, Узбекистан        | до 73 кг         | 146              | 152              | 158              | 2                | 180              | 187              | 195              | 2                | 353              | 2                |